# Kurcpachové z Trachenburka
Kurcpachové z Trachenburka někdy též z Trachtenberka (německy Kurzbach von Trachenburg) jsou starobylý německý a slezský šlechtický rod, který má společné předky s rodem Žejdliců (Seydlitzů) ze Šenfeldu. Jméno starého rodového sídla, bývalého hradu na Rýně (Východofranská říše), se stalo rodovým jménem (corzybog: Kurzbach).

## Dějiny rodu
Kurzbachové přišli do Slezska kolem roku 1200 za vlády polského krále Zikmunda I. jako součást německého východního osídlení. V letech 1292 a 1294 jsou v dokumentech z Vratislavi zmiňováni Petrus a Arnold Kurzbachové jako ministeriálové.
V roce 1410 se Hanuš a Petr Kurzbachové zúčastnili bitvy u Tannenbergu. Hanuši z Kurcpachu se podařilo zajmout knížete Kazimíra Štětínského, čímž si získal velkou slávu a upevnil svůj vliv mezi Jagellonci. Petr, dědic Witkowa ve Velkopolském vojvodství, byl vyslancem krále Vladislava, v roce 1436 podepsal Brestský mír a je považován za předka rodu svobodných pánů Kurzbachů ze Žejdlic/von Seydlitz, dnešních Seydlitz-Kurzbachů.
Kolem roku 1500 žili tři známí Kurzbachové: Zikmund III. z Witkowa, syn Petrův, jako zakladatel trachenberské linie, jeho synovec Johannes byl děkanem hnězdenské katedrály a kanovníkem v Krakově († srpen 1578), jeho bratr Petrus byl kanovníkem ve Vladislavi.

### Svobodní páni Kurzpachové na Milíči a Trachenberku

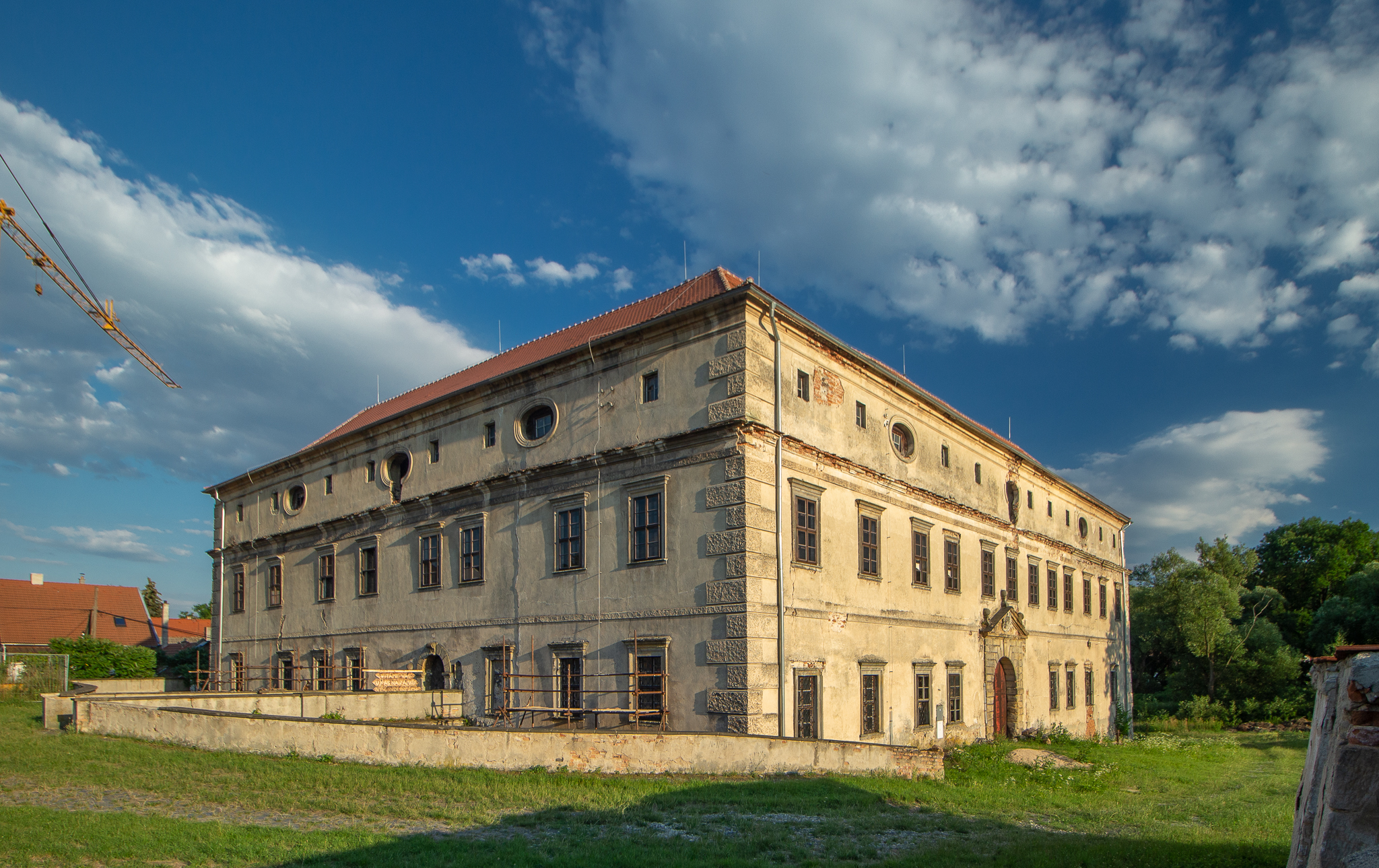
Zámek Stvolínky na Českolipsku

Zikmund III. z Kurcpachu (1440–27. listopadu 1513 Budín, ⚭ Dorothea hraběnka z Helfensteinu) je zakladatelem milíčsko-trachenberské linie. Byl komorníkem českého krále Vadislava II., později také rada a velitel v Budíně. V roce 1493 byl povýšen do hodnosti císařského barona. V roce 1492 obdržel od svého krále panství Trachenberg (s Prausnitz) a v roce 1494 také Milíč (něm. Militsch, dnešní Milicz v Polsku), který se tak stal svobodným panstvím ve Slezsku. V roce 1512 dosáhl největšího rozsahu koupí Winzigu, Herrnstadtu a Rützenu.
Jeho vnuk Zikmund IV. (1547 – 31. prosince 1579 Lingen, ⚭ Helena, dcera vévody Bedřicha III. Lehnického) proslul jako válečný hrdina. Protestantský šlechtic dobyl provincii Overijssel jako nizozemský generál za Utrechtskou unii v holandské válce za nezávislost v roce 1579.
Jeho bratranec Jindřich II. († 22. listopadu 1590, ⚭ Eva z Vartenberka), císařský radní, po něm zdědil Milíč, ale již v roce 1567 byl přijat do českého panského stavu a byl bohatě odměněn panstvími na Českolipsku: Helfenburk, Ronov se Stvolínkami a také zámek Lemberk, hrady Rabí a Oltářík. Jindřich II. z Kurcpachu byl od roku 1576 také českým vrchním mincmistrem.
Jindřichův bratr Vilém z Kurcpachu (1525 – 1. února 1567), předseda královské komory ve Slezsku, byl několikrát pověřen Maxmiliánem II., aby společně s diplomatem a biskupem Andreasem Dudithem, jako zvláštní vyslanci urovnali manželský spor mezi polským králem Zikmundem II. Augustem a jeho manželkou Kateřinou z rodu Habsburků, a vyhnuli se tak odcizení mezi Rakouskem a Polskem. Manželství však zůstalo bezdětné, Kateřina se vrátila do Lince a sňatková politika habsburského domu tak selhala.
Během těchto politických otřesů se slezský majetek Kurcpachů dostal do letitých pohraničních sporů s Polskem. Kvůli neustálému ohrožení byl Vilém z Kurcpachu nucen udržovat vojsko 100 jezdců a asi 400 pěšáků. To ho stálo nemalou sumu, a když Vilémův syn Jindřich III. (20. března 1555 – 22. března 1618, ⚭ Kateřina z Lobkowitz) převzal dědictví, panství bylo již zatíženo dluhy. Nakonec musel Jindřich III. v roce 1592 prodat panství Trachenberg Adamovi ze Schaffgotsche (1542–1601).
Jindřich II. ve své závěti odkázal veškerý svůj majetek své vnučce Evě z Lobkovic, která je 4. dubna 1591 postoupila svému manželovi Joachimovi z Maltzanu.
Na rozdíl od některých zpráv trachenburská linie roku 1618 nevymřela, ale pokračovala v osobě Ladislava Julia Eusebia, syna Jindřicha III. († 1642 v Zaječicích) a jeho potomci žili až do 18. století v Čechách.

### Další linie
Další linie rodu lze dohledat v západním Prusku a Pomořansku, Poznaňsko a na dalších místech v polských zemích (Konice/Chojník ad.).

## Erb
Rodový erb představuje tři stříbrné ryby ležící nad sebou v poli černé barvy. Na přilbě s černostříbrným krytím je černý tatarský klobouk se stříbrným hrotem, s věncem červených a stříbrných růží, nahoře zdobený střapcem pěti stříbrných a červených pštrosích per.

Znak polského Korzboku (Korbog, Korcbok, Kurczbach)

## Příbuzenství
Rod Kurcpachů z Trachenburka se spojil s dalšími rody, např. s lehnickými knížaty, s Ilburky, Schaffgotschi, Maltzahny, Lobkovici, Vartenberky, Žejdlici ze Šenfeldu ad.